# Yattāman
Yattāman (jap. ヤッターマン) – filmowa adaptacja japońskiej serii anime Yattaman w reżyserii Takashiego Miike. Japońska premiera filmu odbyła się 7 marca 2009.

## Obsada
- Shō Sakurai jako Gan-chan[1][2]
- Saki Fukuda jako Ai-chan[3][2]
- Chiaki Takahashi jako głos Omocchamy i dodatkowa postać
- Kyōko Fukada jako Doronjo[4][5]
- Kendo Kobayashi jako Tonzurā[5]
- Katsuhisa Namase jako Boyakki[5]
- Junpei Takiguchi jako głos Dokurobē'ia
- Anri Okamoto jako Shoko
- Kōichi Yamadera jako narrator, pracownik Parku Rozrywki oraz głosy Yatta-Psa, Yatta-Króla i Odate-Buta.
- Noriko Ohara, Kazuya Tatekabe i Hiroshi Sasagawa jako Klienci